# Баширов Гумер Баширович
Гуме́р Баши́рович Баши́ров (Разін; *7 січня 1901, Янасалі — †1999) — татарський радянський письменник.
Член КПРС з 1928.
Депутат Верховної Ради СРСР 4-го скликання.
Народився у с. Янасалі (Татарська АРСР).
Перше оповідання «Кров Хашима» (1931) про колективізацію в Татарії. В повісті «Сиваш» відтворено героїчні події громадянської війни в Криму. Патріотичні оповідання періоду німецько-радянської війни увійшли в збірки «Помста» (1942), «Гармоніст» (1943).
Найвизначніший твір — роман «Честь» (1948; Сталінська премія, 1951) присвячений колгоспному селу.
Баширов — перекладач творів Горького і Франка.
Тв.: Укр. перекл. — Честь. Перекл. М. Шумила. К., 1956.